# Clash (журнал)
Clash — британский журнал о популярной музыке и моде. После ликвидации Clash Music Ltd он публикуется 10 раз в год издателем Music Republic Ltd. Clash отделился от шотландского журнала бесплатных объявлений Vibe в 2004 году, и в том же году победил в номинации «лучший новый журнал» награды «PPA Magazine Awards». В журнале освещаются такие современные группы, как, например, The Horrors, Florence & The Machine и Jamie xx, а также хип-хоп исполнители — DJ Shadow, Kanye West и Beastie Boys, все они были включены в последние выпуски.

## ClashMusic.com
ClashMusic.com был запущен в начале 2008 года. Веб-сайт часто охватывает более широкое разнообразие жанров, чем породивший его журнал, например, содержит информацию об исполнителях, подобных Gonjasufi или Perfume Genius, а также о начинающих артистах. В конце 2011 года Clash сменил свой дизайн. Дизайн сайта был приведён в соответствие с печатным изданием в октябре 2012 года.

### Essential 50
30 марта 2009 года ClashMusic.com начинает публиковать Essential 50 – список из 50 альбомов, которые веб-сайт считает «величайшими, самыми значимыми и безупречными альбомами за всю историю Clash». Составленный только из альбомов, изданных за последние пять лет, список публиковался секциями по четыре альбома, причём первые десять из пятидесяти публиковались по-отдельности в период между 15 и 24 апреля 2009 года. Первое место заняла группа Arcade Fire с альбомом Funeral.

## Награды
- Music Magazine of the Year - Digital Magazine Awards 2013[2][9]
- Magazine of the Year - Record Of The Day Awards 2011[2][10]
- Magazine of the Year - PPA Scotland Magazine Awards 2008[2][11][12]
- Consumer Magazine of the Year - PPA Scotland Magazine Awards 2008[2][11][12]
- Consumer Magazine Editor of the Year - PPA Scotland Magazine Awards 2007[2]
- Best Magazine Design of the Year - PPA Scotland Magazine Awards 2007[2]
- Music Magazine of the Year - Record Of The Day Awards 2005[2]
- Best New Magazine - PPA Scottish Magazine Awards 2004[4]

ClashMusic.com был номинирован на «Best Music Magazine» и «Best Podcast» награды BT Digital Music Awards в 2008 году.